# Hexatoma cinereithorax
Hexatoma cinereithorax är en tvåvingeart som först beskrevs av Alexander 1925.  Hexatoma cinereithorax ingår i släktet Hexatoma och familjen småharkrankar. Inga underarter finns listade i Catalogue of Life.